# Gymnasium Dinkelsbühl
Das Gymnasium Dinkelsbühl ist ein naturwissenschaftlich-technologisches und sprachliches Gymnasium im mittelfränkischen Dinkelsbühl.

## Geschichte
Bereits seit dem Beginn des 16. Jahrhunderts wird an der Schule die lateinische Sprache unterrichtet. Nach dem Westfälischen Frieden (1648) wurde sie zu einer sowohl evangelischen als auch katholischen Lateinschule, was sie bis 1802 blieb.
Ab 1807 handelte es sich um eine Sprachlehranstalt und ab 1815 um eine „Zeichenschule“ und eine „Paritätische Studienschule“, die Latein und Griechisch lehrte. 1861 und 1869 wurde die Bildungsanstalt zur Höheren Bürger- und Gewerbeschule, bis schließlich 1877 die sechsklassige Realschule eingeführt wurde. Von 1894/95 bis 1917 wurde die Lateinschule auf sechs Klassen erweitert (Progymnasium).
Nach dem Ende des Zweiten Weltkrieges zog die, seit 1933 vorhandene, Oberschule ins Alte Rathaus ein. Zudem kam in dieser Zeit ein humanistisches Gymnasium zu den bereits bestehenden Bildungswegen hinzu, welches bis 1972 bestand. 1946 erhielt die Schule einen Erweiterungsbau an der Nördlinger Straße. 1964 kamen am Gymnasium der naturwissenschaftlich-technologische und der neusprachliche Zweig, die bis heute bestehen, hinzu.

## Gebäude
Das heutige Hauptgebäude wurde von 1968 bis 1970 nach Plänen von Bernhard Heid im Stil des Brutalismus errichtet und 2003 in die Denkmalliste des Freistaats Bayern aufgenommen.
Außerdem wurde im Rahmen der Landesgartenschau 1988 das Schulgelände mit Gartenanlagen, einem Biotop und einem Freilichttheater versehen. 2006 und 2008 wurden Erweiterungen des bestehenden Baus vorgenommen, die unter anderem eine Mensa beinhalteten.
2007 bis 2011 erfolgte schließlich eine umfassende Sanierung und Ertüchtigung, ohne das äußere Erscheinungsbild wesentlich zu verändern.

## Zweige und Wahlmöglichkeiten
In der 5. und 6. Jahrgangsstufe besteht die Möglichkeit, anstelle des normalen zweistündigen Musikunterrichts die Chorklasse oder die Instrumentenklasse mit jeweils drei Wochenstunden zu besuchen.
Das Gymnasium Dinkelsbühl bietet nach der 7. Jahrgangsstufe im Rahmen des bayerischen G9  zwei Ausbildungsrichtungen:
- den naturwissenschaftlich-technologischen Zweig mit der Pflichtsprache Englisch und der Wahl zwischen Latein und Französisch in der 6. Jahrgangsstufe. In diesem Zweig werden ab der 8. Klasse Physik, Chemie und Informatik verstärkt unterrichtet.

- den  sprachlichen Zweig mit der Sprachenfolge Englisch, Latein und Französisch.[8]

Ab der Oberstufe besteht zur interessenbasierten Vertiefung die Wahl zwischen Kunst und Musik.

## Partnerschulen
Die Schule pflegt Schulpartnerschaften mit folgenden Schulen im Ausland:
- Collège Jacques Brel, Guérande, Frankreich
- Pääskytien Koulu, Porvoo, Finnland

## Erasmus+
Von 2018 bis 2020 nahm das Gymnasium im Rahmen des Programms Erasmus+ Schule am Projekt „Pensiero digitale e pensiero critico in contesto interculturale“ (dt.: „Digitaler und kritischer Denker im interkulturellen Wettbewerb“) teil.

## Persönlichkeiten

### Ehemalige Lehrkräfte
- Manfred L. Pirner (* 1959), Theologe (Studienrat 1989 bis 1992)
- Ludwig Schnurrer (* 1927), Archivar und Historiker

### Ehemalige Schüler und Schülerinnen
- Karl Corino (* 1942), Journalist, Literaturkritiker und Schriftsteller (Abitur 1961)
- Markus Fritsch (* 1963), Musiker, Dozent, Autor (Abitur 1982)
- Philipp Schiepek (* 1994), deutscher Jazzmusiker (Abitur 2013)